# Réseau de bus Rbus
Ne pas confondre avec Réseau de bus R'Bus, un ancien réseau de bus intercommunal du Val-d'Oise, ni avec le réseau de bus de la Communauté d'agglomération Rochefort Océan, dénommé lui aussi R'bus.
 (août 2010).
Si vous disposez d'ouvrages ou d'articles de référence ou si vous connaissez des sites web de qualité traitant du thème abordé ici, merci de compléter l'article en donnant les références utiles à sa vérifiabilité et en les liant à la section « Notes et références ».
Le réseau de bus Rbus était le réseau de bus urbains de Rambouillet, desservant aussi une partie de la commune de Gazeran.

## Histoire
En 1983, la municipalité de Rambouillet décide de mettre en place un réseau de transport urbain avec des matériels modernes. Elle signe une convention avec la Compagnie Générale d'Entreprises Automobile (CGEA) qui se dote de nouveaux véhicules et qui restructure son réseau de transport urbain. En quelques mois, le nombre de services est multiplié par 3 (passant de 140 à 448).
Il existait 4 lignes diamétrales :
- ligne rouge : Groussay - Gare SNCF - Le Patis avec desserte des collèges et du lycée à certaines heures ;
- ligne verte : La Clairière - Gare SNCF  avec desserte des collèges et du lycée à certaines heures ;
- ligne bleue : Orphin - Orcemont - Bel Air - Gare SNCF - Grenonvilliers avec desserte des collèges et du lycée à certaines heures ;
- ligne rouge-verte : Groussay - Gare SNCF - Collège de Vivonne - Le Patis / La Clairière avec desserte des collèges et du lycée à certaines heures.

En janvier 1993, la CGEA essaie un bus Renault au diester. Le 6 septembre 1993, est créée la ligne orange, reliant la gare (place Fernand Prud'Homme) aux quartiers du Racinay et d'Arbouville. L'arrivée des bus Sétra S300NC facilite l'accès aux personnes âgées et handicapées. La CGEA Rambouillet transportait 3 millions de personnes par an.
En septembre 1995, sont mis en place la validation systématique, par un équipement MAGBUS Monétel, ainsi qu'un « système d'informations voyageurs » avec défilement des noms d'arrêts sur un bandeau lumineux dans les bus.
En février 1996, la municipalité crée le « ticket jeune » pour permettre aux 5 - 25 ans d'emprunter à moindre coût les transports urbains. Le carnet de 10 ticket coûte 25 francs (contre 60 francs pour le carnet et 8,60 francs pour le ticket plein tarif). En mars 2010, le carnet de tickets jeune coûte 4,10 € au lieu de 11,70 € pour un tarif plein normal.
En août 1996, 21 180 tickets étaient vendus alors qu'initialement il était prévu une vente de 8000 pour l'année.
En avril 1997, de nouveaux abribus fabriqués par Girod Signalétique remplacent les abribus Decaux.
En 1998, les lignes deviennent des lignes radiales et sont dotées d'une numérotation :
- 71 : La Clairière - Gare SNCF (couleur vert) ;
- 72 : Le Pâtis - Gare SNCF (couleur rouge) ;
- 73 : Le Pâtis La Claiirère - Gare SNCF (couleur mauve) ;
- 74 : Groussay - Gare SNCF (couleur rose) ;
- 75 : Grenonvilliers - Gare SNCF (couleur bleu ciel) ;
- 76 : ZA Bel Air - Gare SNCF (couleur bleu) ;
- 78 : Racinay - Gare SNCF (couleur orange).

Au début des années 2000, la CGEA devient Connex.
Prévu à la rentrée 2003, le nouveau réseau se met en place le 22 décembre 2003. Les lignes desservent de nouveaux quartiers, avec un retour aux lignes diamétrales :
- A : Clairbois - Providence (couleur rouge) ;
- B : Lorin - Cutesson (couleur bleu) ;
- C : Fontaine - Racinay (couleur jaune) ;
- N : Navette Centre-Ville - Giroderie (couleur vert).

Ce  réseau, qui a été difficile à mettre en place, n'est pas accepté par l'ensemble de la clientèle. En effet, bien que celui-ci desserve de nouveaux secteurs comme la piscine ou un centre commercial, il provoque un détour et les clients voient leurs temps de parcours allongés.
De ce fait, dès février 2005, il est en partie restructuré et une nouvelle desserte apparaît ; il a été un peu modifié en septembre 2010.
En 2006, Connex devient Veolia Transport.
Depuis mai 2009, un nouveau « système d'informations voyageurs » prend place dans les bus et aux principaux arrêts. Aussi, en décembre 2010, à la suite des épisodes neigeux, un service SMS a été mis en place pour informer en cas d'intempéries.
Depuis le 3 septembre 2010, le réseau Rbus a été un peu transformé, il est toujours d'actualité en ce moment (mars 2011).
Depuis début 2012, une nouvelle ligne est arrivée, la ligne R qui relie un quartier peu desservi de la ville dit "La Villeneuve" (desservi à son bout par la ligne E et maintenant, totalement par la ligne R qui y consacre 3 arrêts dont un avec une correspondance avec la ligne E et son terminus au CERRSY) à la bergerie nationale en empruntant les allées bitumées du parc du château de Rambouillet via l'arrêt "sncf prud'homme", cette ligne circule le samedi jusqu'à 19h30 (contrairement à la ligne E qui s'arrête à 13h le samedi) dans les deux sens et est, comme toutes les autres lignes du réseau, cadencée par rapport aux horaires des trains (direct TER et omnibus Transilien !) en proposant 2 circulations par heure le samedi ! L'offre est cependant moins importante en semaine durant les heures creuses ou la ligne E ,elle, circule avec le même régime de circulation en continu (2 circulations par heure même aux heures creuses sauf pendant les vacances scolaires).
À partir du 3 novembre 2014, les lignes R et V sont remplacées par une nouvelle ligne D et la ligne E est prolongée de Rambouillet - Lorin à Rambouillet - Le Cerssy.
Le 1er janvier 2024, les lignes Rbus A, B, C, D et E rejoignent le réseau de bus Centre et Sud Yvelines dans le cadre de l'ouverture à la concurrence des transports en commun en Île-de-France.

## Exploitation

### Dépôt
Le dépôt se trouve dans la zone du Pâtis. Le remisage est à découvert ; un atelier, un portique de lavage et des bureaux complètent l'infrastructure.

## Parc de véhicules

### Bus standards
| Constructeur | Modèle     | Nombre | Numéros de coquille                                           | Période de mise en service      | Affectation | Observation |
| ------------ | ---------- | ------ | ------------------------------------------------------------- | ------------------------------- | ----------- | ----------- |
| Irisbus      | Agora Line | 8      | 04054-04055 ; 05001-05006                                     | Entre août 2004 et janvier 2005 | -           | —           |
| Heuliez Bus  | GX 327     | 9      | 11137-11138 ; 11470-11471 ; 12208-12209 ; 13043 ; 71048-71049 | Entre août 2011 et août 2013    | -           | —           |
| Heuliez Bus  | GX 337     | 4      | 71909, 72967, 74278-74279                                     | Entre juillet 2015 et juin 2018 | -           | —           |

### Midibus
| Constructeur | Modèle | Nombre | Numéros de coquille | Période de mise en service | Affectation | Observation |
| ------------ | ------ | ------ | ------------------- | -------------------------- | ----------- | ----------- |
| Heuliez Bus  | GX 137 | 1      | 71432               | Octobre 2014               | -           | —           |

### Minibus
| Constructeur | Modèle     | Nombre | Numéros de coquille | Période de mise en service | Affectation | Observation |
| ------------ | ---------- | ------ | ------------------- | -------------------------- | ----------- | ----------- |
| Bolloré      | Bluebus 22 | 1      | 12358               | Octobre 2012               | -           | —           |

## Galerie de photographies

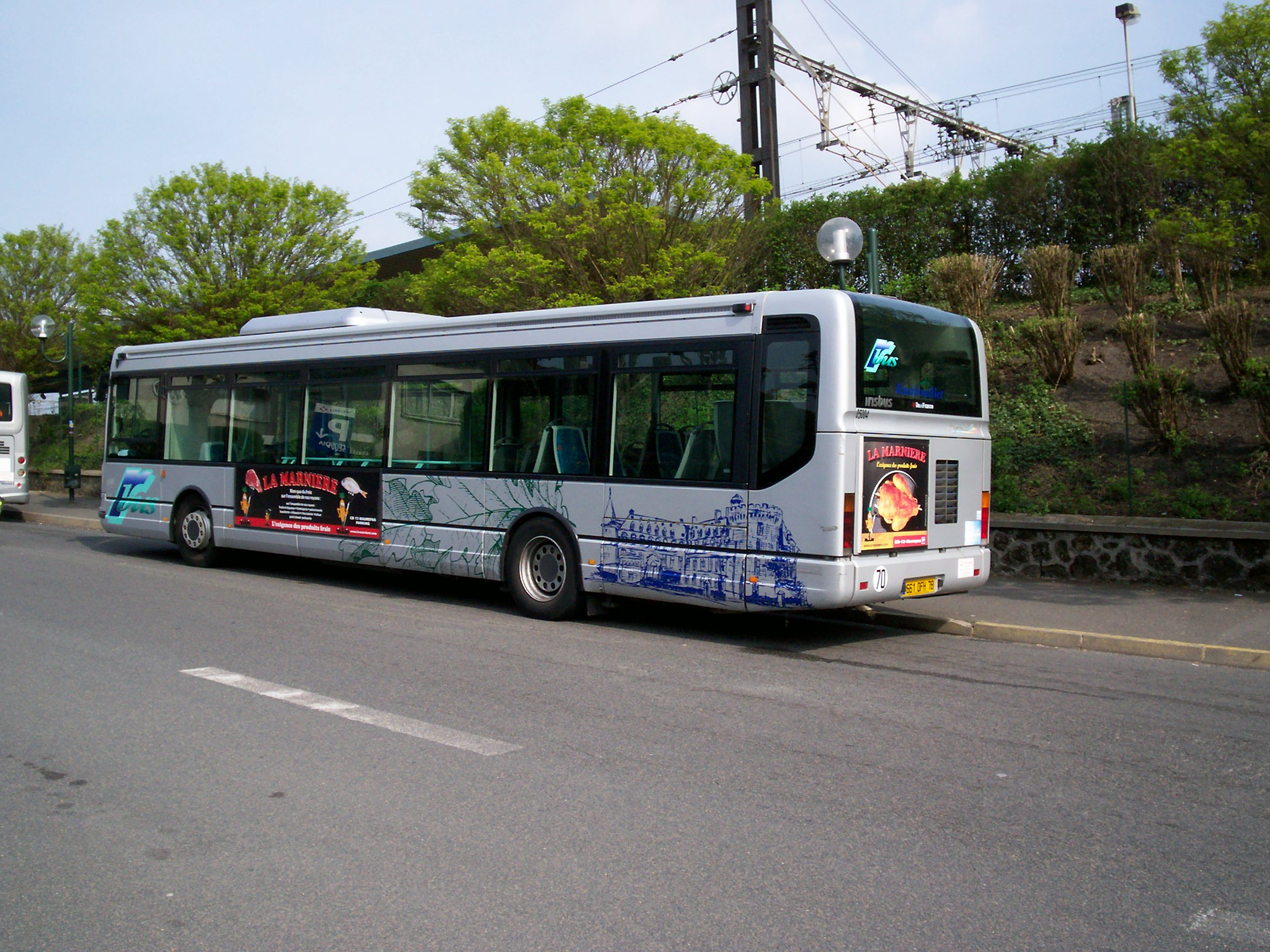
Un Irisbus Agora Line.
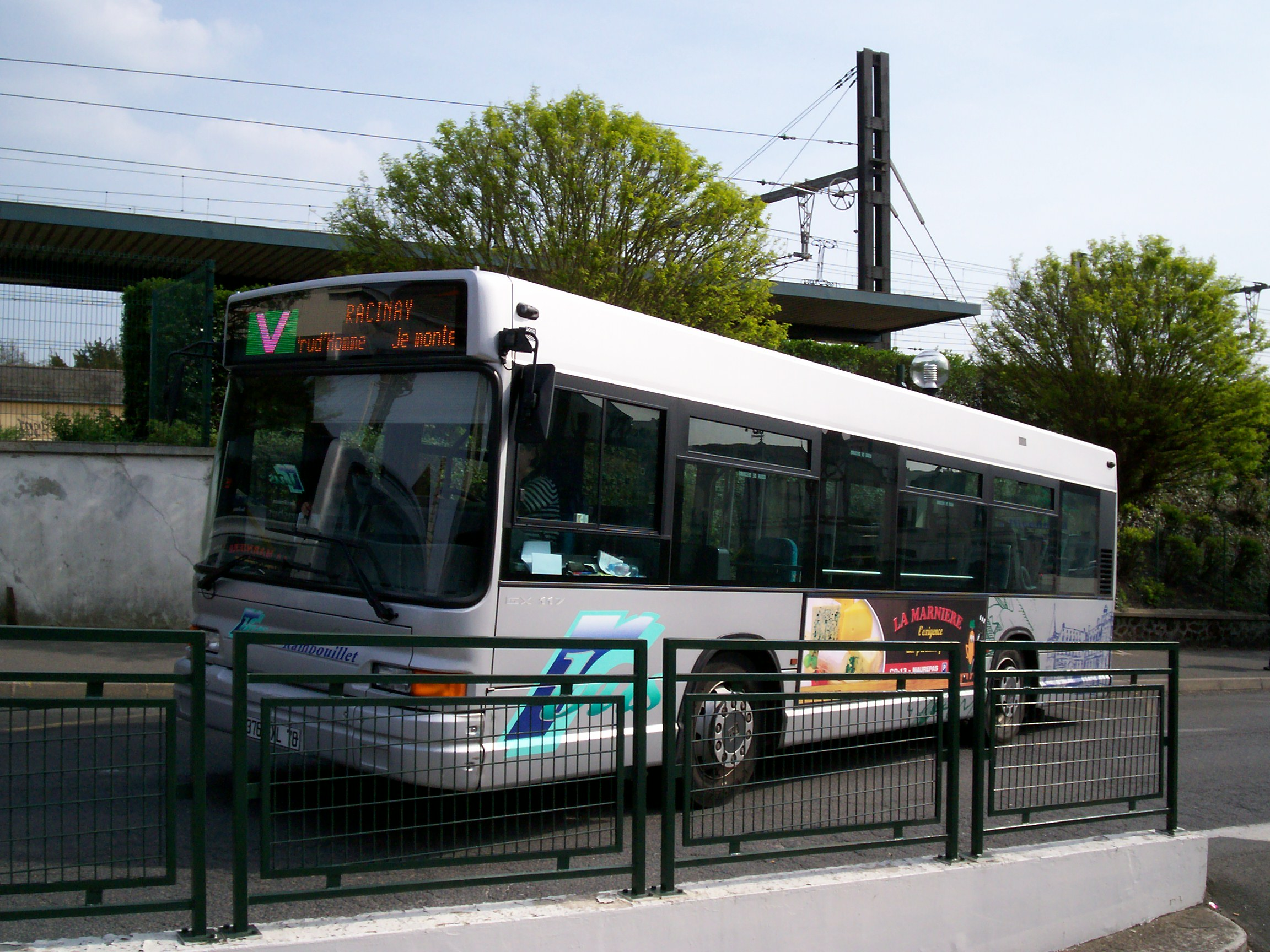
Un GX 117 sur la ligne V.
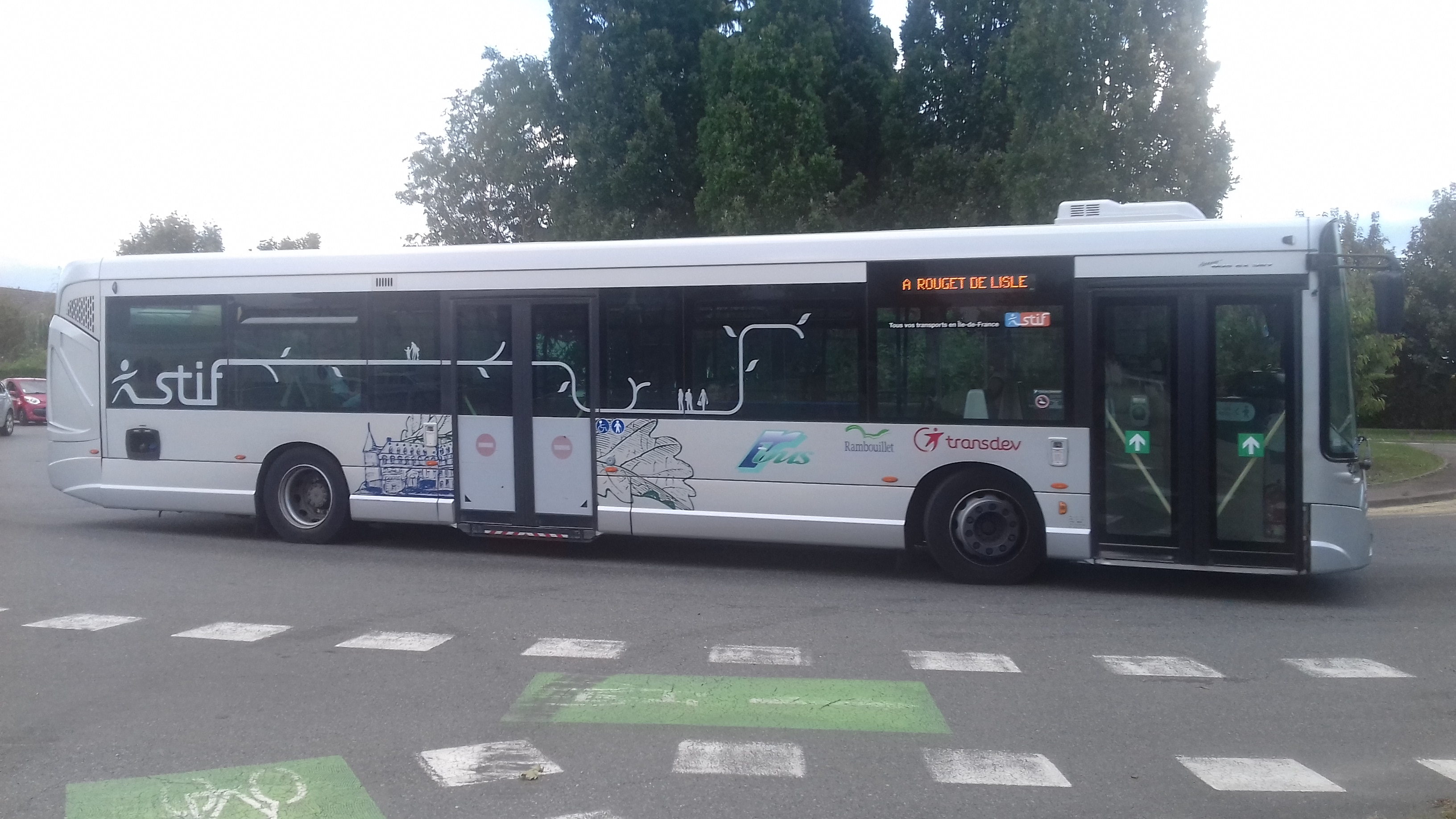
Heuliez GX 327 sur la ligne A à Rambouillet